# Philip Walker
Philip Walker (* um 1950) ist ein britischer Kernphysiker, der über Isomere forscht, das heißt metastabile, angeregte Zustände in Kernen.
Walker studierte Physik an der Universität Cambridge mit dem Bachelor-Abschluss 1973 und wurde 1978 an der Australian National University (ANU) promoviert. Als Post-Doktorand war er an der Michigan State University und sieben Jahre lang am Daresbury Laboratory in Daresbury. Er ist emeritierter Hochschullehrer für Physik an der University of Surrey, an der er seit 1987 war, zuerst als Lecturer.
Walker war zu Sabbatjahr-Aufenthalten an der ANU in Canberra (1992/93), am TRIUMF in Vancouver (2002/03) und am CERN (2011/12, ISOLDE).
Er befasst sich mit langlebigen angeregten Zuständen in Kernen (Isomere) und ist ein Hauptvertreter des kontroversen Vorschlags, diese für Energiespeicherung zu nutzen. Er meint durch systematische Forschung ließen sich Wege finden, Energien in Kernen zu speichern und kontrolliert abzugeben (über kohärente Gammastrahlen-Emission, das heißt Gammastrahlenlaser). Wegen der hohen Energiedichte von 1 MeV pro Kern (statt der Speicherkapazität chemischer Energie im Elektronenvolt-Bereich pro Atom) wäre so eine Speicherungsmöglichkeit sehr attraktiv, wenn sie denn technisch sicher umsetzbar wäre.
Walker entwickelte Isotopenseparatoren für Beschleuniger mit radioaktiven Kernen. Er war führend in der Entwicklung neuer Techniken für die Suche nach (langlebigen)  Isomeren. So benutzte er Gammastrahlenspektroskopie an gepulsten Beschleunigerstrahlen um die Isomer-reichen Strukturen in Hafnium- und Tantalum-Isotopen (Ordnungszahl Z=72 bzw. Z=73) aufzudecken. Außerdem arbeitete er auch theoretisch daran, Isomere in neutronenreichen Isotopen in diesen Elementen vorherzusagen. Danach leitete er experimentelle Gruppen am Schwerionenbeschleuniger und Speicherring GSI in Darmstadt, um diese zu entdecken. Die genauere Untersuchung der so entdeckten Isomere mittels tiefinelastischer Streuung und neu entwickelter Isotopenseparatoren verfolgte er dann in Japan (KISS am Wako Nuclear Science Centre (WNSC) der High Energy Accelerator Research Organization, KEK). Dort gelang seiner Gruppe 2020 die Erzeugung von Strahlen neutronenreicher Tantalum-Isotope (Massenzahl 187) in isomeren Hochspin-Zuständen. Der Kern hat dabei eine überwiegend prolate Form, mit Übergängen in einen oblaten Formzustand (der oblate Zustand würde nach theoretischen Vorhersagen bei Isotopen mit zwei Neutronen mehr erreicht). Da Tantalum schwer zu ionisieren ist, wurden die radioaktiven Tantalum-Kerne aus der Streuung von beschleunigten Xenon-Kernen an einem Target aus Wolfram in Argongas unter hohem Druck gestoppt und mit Laserspektroskopie untersucht.
Walkers nächstes Ziel ist die Untersuchung von Tantalum mit der Massenzahl 199, bei dem mit 126 Neutronen die Schale geschlossen ist. Das dient der Untersuchung des r-Prozesses in der Nukleosynthese, über den der Großteil schwerer Elemente im Universum im Supernova-Kernkollaps oder bei Neutronensternverschmelzung über schrittweise Hinzufügung von Neutronen zu Kernen erzeugt wird. Bei Kernen wie Tantalum 199 ist eine Neutronen-Schale in der Schalenstruktur der Atomkerne voll und der r-Prozess kommt zu einem vorläufigen Ende.
2019 erhielt er die Rutherford Medal and Prize des Institute of Physics. Für 2022 erhielt er den Lise-Meitner-Preis für Kernphysik der European Physical Society.

## Schriften (Auswahl)
- mit George Dracoulis: High-spin nuclear traps, Physics World, Band 7, Heft 2, 1994, S. 39–44.
- mit George Dracoulis: Energy Traps in Atomic Nuclei, Nature, Band 399, 1999, S. 35–40.
- mit George Dracoulis, F. G. Kondev: Review of metastable states in heavy nuclei, Rep. Prog. Phys., Band 79, 2016, S. 076301.
- mit Zsolt Podolyak: 100 years of nuclear isomers – then and now, Physica Scripta, Band 95, 2020, S. 044004.
- mit Zsolt Podolyak: Celebrating a century of nuclear isomers, Physics World, Band 34, Heft 4, 2021, S. 29.